# Saldus (novads)
Saldus est un novads de Lettonie, situé dans la région de Courlande. En 2009, sa population est de 28 915 habitants.